# Clorindione
La clorindione est un dérivé  chloré de la phénindione. C'est un anticoagulant qui fonctionne comme un antagoniste de la vitamine K.